# Promeces basalis
Promeces basalis är en skalbaggsart som beskrevs av Schmidt 1922. Promeces basalis ingår i släktet Promeces och familjen långhorningar. Inga underarter finns listade i Catalogue of Life.